# Anthelura elongata
Anthelura elongata är en kräftdjursart som beskrevs av Norman och Stebbing 1886. Anthelura elongata ingår i släktet Anthelura och familjen Antheluridae. Inga underarter finns listade i Catalogue of Life.